# Дарлан, Даниэль
Даниэль Дарлан (род. 1952) — юристка и профессор из Центральноафриканской республике, занимавшая пост председателя Конституционного суда страны с 2017 по 2022 годы. Её назначение было внезапно отменено указом президента Фостена-Арканжа Туадера в октябре 2022 года. Жан-Пьер Вабоэ временно принял на себя её роль 28 октября 2022 года.

## Ранняя жизнь и образование
Отец Дарлан Жорж был президентом Представительного совета Убанги-Шари с 1949 по 1952 годы. Дарлан получила степень доктора права во Франции.

## Карьера
Дарлан была профессором общественных наук в Университете Банги в течение тридцати лет, и это в стране, где очень мало женщин-профессоров и мало девушек, получающих высшее образование. Она говорила: «Я ощущаю это личной неудачей. Может быть, я вдохновила кого-то за пределами университета; может быть, я была больше примером для мальчиков, чем для девочек».
Дарлан занимала пост вице-президента Конституционного суда с 2013 года, а затем в 2017 году была избрана президентом суда. Она стала первой женщиной на этой должности. В июне 2020 года она отказалась одобрить поправки к Конституции, предложенные Национальным собранием и поддержанные президентом Фостен-Арканжем Туадерой, которые позволили бы ему остаться у власти и отсрочить выборы.
Дарлан довелось объявить результаты спорных выборов 2020—2021 годов, признав победу Туадеры и отклонив иск, поданный 13 из 16 других кандидатов, утверждающих, что имело место «массовое мошенничество». По её словам, на суд «не оказывалось никакого давления ни со стороны президента, ни со стороны спецпредставителя генсека ООН, ни со стороны какого-либо посольства».

## Избранные публикации
- Darlan, Danièle. L'évolution constitutionnelle et juridictionnelle de la République centrafricaine à travers les textes :  []. — L'Harmattan, 2018. — ISBN 9782140096358.
- Darlan, Danièle. Transitional elections in the Central African Republic, 2013– 2016 // Timing and Sequencing of Transitional Elections: Case Studies :  [] / Sead Alihodžić ; Nicholas Matatu ; Alexandre Raffoul. — International IDEA, 2019. — P. 32–40.